# Philippe Emmanuel Ferdinand François de Croÿ
Philippe Emmanuel Ferdinand François de Croÿ (Brussel, 29 oktober 1641 – Parijs, 22 december 1718) was een Zuid-Nederlands en vervolgens Frans edelman en militair. Als hoofd van de familie Croÿ-Solre was hij prins van Solre en baron van Molembais en Beaufort.

## Leven
Hij was de zoon van Philippe Emmanuel de Croÿ, graaf van Solre (1611-1670) en Isabelle Claire de Gand-Vilain (1619-1664). Hij volgde zijn vader op als graaf van Solre en erfde ook ambten, zoals het opperjachtmeesterschap van Henegouwen. Toen kort daarna de Hollandse Oorlog uitbrak, maakte hij zich verdienstelijk in het Spaans-Habsburgse leger. 
In 1677 sloegen de Fransen het Beleg van Valenciennes terwijl Croÿ zich nog in Brussel bevond. Met de hulp van een schipper wist hij door het onder water gezette ommeland te komen en zwemmend de stad te bereiken, die mee door zijn regiment werd verdedigd. Zijn aanwezigheid belette niet dat Valenciennes viel en dat hij gevangen werd genomen. Als gevolg van de nederlaag ging een aanzienlijk stuk van Henegouwen verloren aan de Fransen, waaronder Solre en andere bezittingen. Datzelfde jaar 1677 verhief koning Karel II van Spanje Solre weliswaar tot prinsdom, maar kort daarop volgde de erkenning van het territoriale verlies in de Vrede van Nijmegen. 
Hoewel zijn bezittingen nu tot Frankrijk behoorden, bleef Croÿ gehecht aan het land dat hij en zijn familie zolang hadden gediend. In het keizerlijk-Habsburgse leger nam hij deel aan het Beleg van Boeda. Hij meed het Franse hof, waar zijn prinsentitel ook niet werd erkend. Toen het uitbreken van de Negenjarige Oorlog hem in 1688 voor de keuze stelde, nam hij met toelating van de Spaanse koning dienst in het Franse leger. Deze "transfer" hield ook in dat hij het ridderschap in de Orde van het Gulden Vlies opgaf voor dat in de Orde van de Heilige Geest.
In de oorlog diende hij vanaf 1690 met zijn regiment Waalse infanterie onder generaal Boufflers in het Leger van de Moezel. Hij nam deel aan de belegeringen van Bergen en Namen, aan de Slag bij Steenkerke en aan het beleg van Veurne. Na zijn bevordering tot maréchal de camp liep hij een verwonding op in de Slag bij Neerwinden. Daarop werd hij benoemd tot gouverneur van Péronnes, Montdidier en Roye, alsook tot luitenant-generaal van Picardië. In 1694 ging hij weer op campagne. Hij was bij het Bombardement op Brussel door Villeroy. Vervolgens diende hij weer onder Boufflers. In 1702 bereikte hij de graad van luitenant-generaal. Zijn laatste acties waren de Aanval op Nijmegen en de Slag bij Ekeren.

## Huwelijk en kinderen
Op 25 oktober 1672 trouwde hij met Anne Marie Françoise de Bournonville (1657-1727), een dochter van Alexander II van Bournonville. Ze hadden de volgende kinderen:
- Philippe Alexandre Emmanuel de Croÿ (1676-1723)
- Albert François de Croÿ (1678-1709)
- Isabelle Alexandrine de Croÿ
- Marie Thérèse Alexandrine de Croÿ
- Josèphe Charlotte de Croÿ
- Dorothée de Croÿ (1688-1725)
- Alexandre Jean François de Croÿ (1691-1744)

## Voetnoten
1. ↑  G. Alquier, "Les grandes charges du Hainaut" in: Revue du Nord, nr. 81, 1935, p. 22. DOI:10.3406/rnord.1935.1668
2. ↑  Arthur Dinaux, "Château des Ducs de Croÿ" in: Archives historiques et littéraires du nord de la France, et du midi de la Belgique, vol. 1, 1829, p. 29
3. ↑  Louis Alphonse Joseph Petit, Histoire civile et religieuse de la ville de Péruwelz (Hainaut), 1871, p. 21
4. ↑  Jean Baptiste Pierre Jullien de Courcelles, Histoire généalogique et héraldique des pairs de France, des grands dignitaires de la couronne, des principales familles nobles du Royaume, et des maisons princières de l'Europe, vol. 8, 1827, p. 70-71
5. ↑  Jean Baptiste Pierre Jullien de Courcelles, Histoire généalogique et héraldique des pairs de France, des grands dignitaires de la couronne, des principales familles nobles du Royaume, et des maisons princières de l'Europe, vol. 8, 1827, p. 71-72